# ZLM Tour
El ZLM Tour es una carrera profesional de ciclismo en ruta de un día que se realiza en los Países Bajos, fue creada en el 1996 y desde el año 2008 hace parte de la categoría 1.Ncup (categoría del profesionalismo puntuable para la Copa de las Naciones UCI).

## Historia
Se comenzó a disputar en 1996. Fue una carrera amateur hasta el 2000 cuando ascendió al circuito profesional en la categoría 1.5 (última categoría del profesionalismo) hasta el 2004 cuando descendió de nuevo a la categoría amateur. Asentándose ya en el 2002 en el mes de abril, anteriormente se había disputado en el mes de junio (la primera edición), en el mes de mayo o marzo. En el 2008 se volvió a recuperar pero con un cambio de formato ya que pasó a formar parte del UCI Europe Tour, dentro de la categoría 1.Ncup (última categoría del profesionalismo puntuable para la Copa de las Naciones UCI).

## Palmarés
Entre 1996 y 1999 y 2004 y 2007 fueron ediciones amateur.
| Año  | Ganador               | Segundo               | Tercero            |
| ---- | --------------------- | --------------------- | ------------------ |
| 1996 | Pascal Appeldoorn     | Jeroen Lenting        | Ton Slippens       |
| 1997 | Ronald van der Tang   | Michel Zanoli         | Tommy Post         |
| 1998 | Gerben Löwik          | Coen Boerman          | Karsten Kroon      |
| 1999 | Mark ter Schure       | Daniël Van Elven      | Johan Nyman        |
| 2000 | Wesley Van Speybroeck | John den Braber       | Roger Hammond      |
| 2001 | Peep Mikli            | Edwin Dunning         | Martijn Lust       |
| 2002 | Fabian Cancellara     | Geert Omloop          | Hans Dekkers       |
| 2003 | Angelo van Melis      | Edwin Dunning         | Jeroen Lenting     |
| 2004 | Kenny van Hummel      | Marvin van der Pluijm | Tom Veelers        |
| 2005 | Jos Pronk             | Thomas Berkhout       | Rick Flens         |
| 2006 | Klaas Van Hage        | Joost van Leijen      | Stefan Huizinga    |
| 2007 | Ismaël Kip            | Arno van der Zwet     | Mike Alloo         |
| 2008 | Jacopo Guarnieri      | John Degenkolb        | Pierpaolo De Negri |
| 2009 | Luke Rowe             | Vojtěch Hačecký       | John Degenkolb     |
| 2010 | Arman Kamyshev        | Pim Ligthart          | Blaž Jarc          |
| 2011 | Luke Rowe             | Robin Stenuit         | Youcef Reguigui    |
| 2012 | Maxime Daniel         | Eduardo Sepúlveda     | Kenneth Vanbilsen  |
| 2013 | Yoeri Havik           | Mark Dzamastagic      | Kirill Yatsevich   |
| 2014 | Thomas Boudat         | Mads Würtz            | Marc Sarreau       |
| 2015 | Søren Kragh Andersen  | Mads Pedersen         | Michael Carbel     |
| 2016 | Amund Grøndahl Jansen | Markus Hoelgaard      | Tobias Foss        |
| 2017 | Christopher Lawless   | Jasper Philipsen      | Jérémy Lecroq      |
| 2018 | Matteo Moschetti      | Sasha Weemaes         | Max Kanter         |

## Palmarés por países
| País         | Victorias |
| ------------ | --------- |
| Países Bajos | 10        |
| Reino Unido  | 3         |
| Francia      | 2         |
| Italia       | 2         |
| Bélgica      | 1         |
| Estonia      | 1         |
| Suiza        | 1         |
| Kazajistán   | 1         |
| Dinamarca    | 1         |
| Noruega      | 1         |